# Anthomastus antarcticus
Anthomastus antarcticus är en korallart som beskrevs av Kükenthal 1910. Anthomastus antarcticus ingår i släktet Anthomastus och familjen läderkoraller. Inga underarter finns listade i Catalogue of Life.